# Campionati del mondo Ironman del 2016
L'edizione dei Campionati del Mondo di Ironman del 2016 si è tenuta in data 8 ottobre a Kailua-Kona, Hawaii.
Tra gli uomini ha vinto il tedesco Jan Frodeno, mentre tra le donne si è laureata campionessa del mondo ironman la svizzera Daniela Ryf. Per entrambi si è trattata della seconda vittoria consecutiva.
Si è trattata della 40ª edizione dei campionati mondiali di Ironman, che si tengono annualmente dal 1978 con una competizione addizionale che si è svolta nel 1982. I campionati sono organizzati dalla World Triathlon Corporation (WTC).

## Ironman Hawaii - Classifica

### Uomini
| Pos. | Tempo    | Nome                | Paese       | Ripartizione tempi | Ripartizione tempi | Ripartizione tempi | Ripartizione tempi | Ripartizione tempi |
| Pos. | Tempo    | Nome                | Paese       | Nuoto              | T1                 | Bici               | T2                 | Corsa              |
| ---- | -------- | ------------------- | ----------- | ------------------ | ------------------ | ------------------ | ------------------ | ------------------ |
|      | 08:06:30 | Jan Frodeno         | Germania    | 48:02              | 1:52               | 04:29:00           | 2:02               | 02:45:34           |
|      | 08:10:02 | Sebastian Kienle    | Germania    | 52:27              | 2:12               | 04:23:55           | 2:25               | 02:49:03           |
|      | 08:11:14 | Patrick Lange       | Germania    | 48:57              | 1:51               | 04:37:49           | 2:10               | 02:39:45           |
| 4    | 08:13:00 | Ben Hoffman         | Stati Uniti | 48:55              | 2:00               | 04:28:06           | 2:43               | 02:51:45           |
| 5    | 08:13:25 | Andi Böcherer       | Germania    | 48:10              | 2:27               | 04:28:07           | 2:36               | 02:52:05           |
| 6    | 08:16:20 | Tim O'Donnell       | Stati Uniti | 48:12              | 1:53               | 04:29:10           | 2:04               | 02:55:01           |
| 7    | 08:16:56 | Boris Stein         | Germania    | 54:10              | 1:55               | 04:23:04           | 2:28               | 02:55:19           |
| 8    | 08:20:30 | Bart Aernouts       | Belgio      | 53:58              | 2:09               | 04:32:37           | 3:02               | 02:48:44           |
| 9    | 08:21:51 | Iván Raña           | Spagna      | 48:52              | 2:13               | 04:38:13           | 2:16               | 02:50:17           |
| 10   | 08:21:59 | Frederik Van Lierde | Belgio      | 48:49              | 2:07               | 04:35:33           | 2:09               | 02:53:21           |

### Donne
| Pos. | Tempo    | Nome              | Paese       | Ripartizione tempi | Ripartizione tempi | Ripartizione tempi | Ripartizione tempi | Ripartizione tempi |
| Pos. | Tempo    | Nome              | Paese       | Nuoto              | T1                 | Bici               | T2                 | Corsa              |
| ---- | -------- | ----------------- | ----------- | ------------------ | ------------------ | ------------------ | ------------------ | ------------------ |
|      | 08:46:46 | Daniela Ryf       | Svizzera    | 52:50              | 2:16               | 04:52:26           | 2:23               | 02:56:51           |
|      | 09:10:30 | Mirinda Carfrae   | Australia   | 56:44              | 2:07               | 05:10:54           | 2:25               | 02:58:20           |
|      | 09:11:32 | Heather Jackson   | Stati Uniti | 58:56              | 2:06               | 05:00:31           | 2:11               | 03:07:48           |
| 4    | 09:14:26 | Anja Beranek      | Germania    | 52:51              | 2:01               | 05:00:42           | 2:17               | 03:16:35           |
| 5    | 09:15:40 | Kaisa Lehtonen    | Finlandia   | 58:55              | 1:52               | 05:08:54           | 2:43               | 03:03:16           |
| 6    | 09:19:05 | Michelle Vesterby | Danimarca   | 52:53              | 2:09               | 05:09:05           | 2:31               | 03:12:27           |
| 7    | 09:22:31 | Sarah Piampiano   | Stati Uniti | 1:02:42            | 2:24               | 05:07:29           | 2:52               | 03:07:04           |
| 8    | 09:22:59 | Åsa Lundström     | Svezia      | 1:02:04            | 2:18               | 05:09:46           | 2:09               | 03:06:42           |
| 9    | 09:25:57 | Lucy Gossage      | Regno Unito | 1:01:57            | 2:41               | 05:06:01           | 3:03               | 03:12:15           |
| 10   | 09:28:17 | Carrie Lester     | Australia   | 56:40              | 2:26               | 05:10:50           | 2:26               | 03:15:55           |

## Ironman - Risultati della serie

### Uomini
| Evento                    | Oro                 | Tempo    | Argento          | Tempo    | Bronzo                 | Tempo    |
| African Championship      | Ben Hoffman         | 08:12:37 | Tim Van Berkel   | 08:14:51 | Marko Albert           | 08:18:52 |
| Malaysia                  | Fredrik Croneborg   | 08:39:12 | Thiago Vinhal    | 08:39:45 | Kaito Tohara           | 08:43:06 |
| Taiwan                    | Daniel Fontana      | 08:40:45 | Kaito Tohara     | 08:56:47 | Patrick Evoe           | 09:03:17 |
| Kärnten                   | Marino Vanhoenacker | 08:04:18 | Viktor Zyemtsev  | 08:09:54 | Alessandro Degasperi   | 08:13:53 |
| Barcelona                 | Patrik Nilsson      | 07:55:28 | Ivan Tutukin     | 08:05:22 | Miquel Blanchart Tinto | 08:07:16 |
| Copenhagen                | Patrik Nilsson      | 07:49:18 | Will Clarke      | 07:59:31 | Fabio Carvalho         | 08:07:10 |
| European Championship     | Sebastian Kienle    | 07:52:43 | Andi Boecherer   | 07:53:40 | Eneko Llanos           | 08:09:08 |
| France                    | Victor Del Corral   | 08:30:00 | James Cunnama    | 08:30:35 | Stefan Schmid          | 08:33:18 |
| Kalmar                    | Marcus Larsson      | 08:43:10 | Mikkel Mortensen | 08:51:48 | Morgan Patsi           | 08:52:14 |
| Lanzarote                 | Jesse Thomas        | 08:42:33 | Jan Frodeno      | 08:44:38 | David Mcnamee          | 08:46:36 |
| UK                        | Kirill Kotsegarov   | 08:41:13 | Markus Thomschke | 08:50:03 | Andrej Vistica         | 08:58:50 |
| Vichy                     | Harry Wiltshire     | 08:17:14 | Tim Brydenbach   | 08:18:34 | Ivan Risti             | 08:19:58 |
| Wales                     | Marc Duelsen        | 09:01:39 | Philip Graves    | 09:02:56 | Nick Baldwin           | 09:07:22 |
| Arizona                   | Lionel Sanders      | 07:44:29 | Brent Mcmahon    | 07:50:15 | Tj Tollakson           | 08:02:30 |
| Penticton                 | Andy Potts          | 08:20:23 | Pedro Gomes      | 08:27:31 | Trevor Wurtele         | 08:30:25 |
| Chattanooga               | Marino Vanhoenacker | 08:12:22 | Jeff Symonds     | 08:19:27 | Matt Russell           | 08:24:53 |
| Florida                   | Jack Mcafee         | 08:48:15 | Tim Hola         | 08:48:57 | Eduardo Della Maggiora | 08:58:22 |
| Louisville                | Tyler Le Roy        | 09:01:14 | Matthew Musiak   | 09:07:20 | Olof Dallner           | 09:09:40 |
| Lake Placid               | Ryan Giuliano       | 09:07:15 | Heather Jackson  | 09:09:42 | Brian Duffy            | 09:17:12 |
| Maryland                  | Martin Nocera       | 06:59:24 | John Kelly       | 07:04:06 | Jacob Wissum           | 07:04:48 |
| Texas                     | Patrick Lange       | 07:13:13 | Matt Russell     | 07:21:56 | Terenzo Bozzone        | 07:25:55 |
| Wisconsin                 | Clay Emge           | 09:07:43 | Kevin Wright     | 09:14:52 | Eric Engel             | 09:31:27 |
| Australia                 | Timothy James Reed  | 08:16:34 | David Dellow     | 08:22:18 | Clayton Fettell        | 08:23:22 |
| Western Australia         | Terenzo Bozzone     | 07:51:26 | Andy Potts       | 07:55:12 | Nicholas Kastelein     | 08:05:24 |
| New Zealand               | Cameron Brown       | 08:07:58 | Joe Skipper      | 08:09:37 | Callum Millward        | 08:10:57 |
| Asia-Pacific Championship | Tim Van Berkel      | 08:15:03 | David Dellow     | 08:19:13 | Pete Jacobs            | 08:28:28 |
| Brazil                    | Brent Mcmahon       | 07:46:10 | Tim Don          | 08:04:15 | Kevin Collington       | 08:04:58 |
| Cozumel                   | Frederik Van Lierde | 08:03:09 | Matthew Russell  | 08:04:24 | Chris Leiferman        | 08:09:11 |

### Donne
| Evento                    | Oro                  | Tempo    | Argento             | Tempo    | Bronzo               | Tempo    |
| African Championship      | Kaisa Lehtonen       | 09:06:50 | Susie Cheetham      | 09:09:49 | Lucy Gossage         | 09:11:43 |
| Malaysia                  | Diana Riesler        | 09:25:34 | Mareen Hufe         | 09:35:24 | Laura Siddall        | 09:37:51 |
| Taiwan                    | Danielle Mack        | 09:50:03 | Shiao-Yu Li         | 10:10:43 | Katharina Grohmann   | 10:21:10 |
| Kärnten                   | Mirinda Carfrae      | 08:41:17 | Michaela Herlbauer  | 08:57:23 | Elisabeth Gruber     | 09:17:20 |
| Barcelona                 | Astrid Stienen       | 08:54:27 | Elisabeth Gruber    | 09:05:52 | Annah Watkinson      | 09:12:13 |
| Copenhagen                | Katrine Meldgaard    | 09:37:53 | Lærke Lilleøre      | 09:42:00 | Kristine Arnborg     | 09:46:55 |
| European Championship     | Mel Hauschildt       | 09:01:17 | Katja Konschak      | 09:09:58 | Daniela Saemmler     | 09:13:23 |
| France                    | Tine Deckers         | 09:22:04 | Emma Bilham         | 09:28:55 | Leanda Cave          | 09:45:06 |
| Kalmar                    | Kristin Moeller      | 09:14:39 | Lucie Zelenkova     | 09:21:31 | Carolin Lehrieder    | 09:24:30 |
| Lanzarote                 | Tine Holst           | 10:02:35 | Alexandra Tondeur   | 10:04:53 | Lucy Charles-Barclay | 10:10:13 |
| UK                        | Lucy Gossage         | 09:26:05 | Tine Deckers        | 09:45:21 | Katja Konschak       | 10:13:18 |
| Vichy                     | Catherine Faux       | 09:13:40 | Celine Schaerer     | 09:17:21 | Kelly Fillnow        | 09:27:56 |
| Wales                     | Darbi Roberts        | 10:00:17 | Jeanne Collonge     | 10:02:44 | Nikki Bartlett       | 10:09:15 |
| Arizona                   | Meredith Kessler     | 08:48:23 | Yvonne Van Vlerken  | 08:51:27 | Malindi Elmore       | 08:57:22 |
| Penticton                 | Steph Corker         | 10:12:28 | Claire Young        | 10:38:23 | Michelle Andres      | 10:41:28 |
| Chattanooga               | Richele Frank        | 10:23:43 | Brigitte Paulick    | 10:26:53 | Lori Sherlock        | 10:31:02 |
| Florida                   | Mary Laure Close Lux | 09:47:49 | Erin Humsi          | 09:58:57 | Rachel Hall          | 10:02:17 |
| Louisville                | Kirsten Sass         | 09:46:18 | Christine Kachinsky | 09:55:23 | Erin Hyndman-Farrens | 10:02:22 |
| Lake Placid               | Heather Jackson      | 09:09:42 | Annah Watkinson     | 09:45:00 | Alicia Kaye          | 09:53:31 |
| Maryland                  | Lisa Goetz           | 08:14:27 | Ashley Forsyth      | 08:21:53 | Jennifer Zopp        | 08:23:54 |
| Texas                     | Julia Gajer          | 08:11:01 | Jodie Robertson     | 08:16:30 | Lisa Roberts         | 08:17:58 |
| Wisconsin                 | Liz Lyles            | 09:33:47 | Leslie Miller       | 09:43:39 | Kati Morales         | 09:49:27 |
| Australia                 | Michelle Bremer      | 09:13:34 | Dimity Lee Duke     | 09:42:16 | Melanie Burke        | 09:56:54 |
| Western Australia         | Mel Hauschildt       | 08:54:39 | Mareen Hufe         | 08:57:36 | Sarah Piampiano      | 08:58:51 |
| New Zealand               | Meredith Kessler     | 08:56:08 | Lucy Gossage        | 09:05:08 | Carrie Lester        | 09:07:19 |
| Asia-Pacific Championship | Jodie Cunnama        | 09:06:18 | Linsey Corbin       | 09:12:50 | Sarah Crowley        | 09:19:56 |
| Brazil                    | Liz Lyles            | 08:54:10 | Mareen Hufe         | 09:09:36 | Gurutze Frades       | 09:15:52 |
| Cozumel                   | Michelle Vesterby    | 09:08:06 | Lauren Brandon      | 09:12:43 | Camilla Pedersen     | 09:14:11 |